# Duckduckgo
Duckduckgo (marknadsförs som DuckDuckGo och förkortas DDG) är en söktjänst som fokuserar på användarnas personliga integritet och anonymitet. Potentiell personidentifierande information sägs varken lagras vid besök på webbplatsen eller associeras med söktermer, vilket även gäller IP-adresser. Inget skickas heller till någon tredje part.
Söktjänsten är baserad i Paoli i Pennsylvania, Delawaredalen, USA. Företaget har 118 anställda (december 2020). Företagets namn kommer ursprungligen från Duck Duck Goose, en lek.
Utöver traditionella sökträffar visar söktjänsten så kallade instant answers (omedelbara svar). Detta innebär att information som tros besvara sökfrågan visas direkt i Duckduckgo, vilket kan göra det lättare för användaren att hitta det hen söker. Om ett omedelbart svar kan hittas, visas det i en ruta högst upp på sidan. Funktionen kan besvara sakfrågor, såsom planeten Jupiters radie eller antalet människor som för stunden befinner sig i rymden, såväl som mer allmän information, som Wikipedia-artiklar eller diverse programmeringsrelaterade hjälpmedel. Tack vare att söktjänstens instant answers bygger på öppen källkod, är många omedelbara svar användargenererade och formgivna med hjälp av det utvecklingsgränssnitt som tillhandahålls av Duckduckgo.
Den 18 september 2014 lade Apple till Duckduckgo som en valbar sökmotor i sin webbläsare Safari. Den 10 november 2014 lade Mozilla till Duckduckgo som ett sökalternativ i Firefox 33.1. Den 30 maj 2016 gjorde The Tor Project Duckduckgo till standardsökmotorn i den sekretess- och anonymitetsinriktade webbläsaren Tor Browser, då dess version 6.0 släpptes. Google valde att lägga till Duckduckgo som valbar sökmotor i webbläsaren Chrome i en uppdatering 2019.
Sedan 1 mars 2020 är Google också tvungen att erbjuda nya Android-kunder tre andra alternativ förutom Google sök: Info.com, Privacy Wall och DuckDuckGo.
DuckDuckGo införde redan 2008 s.k. ”!Bang”-nyckelord, som ger användarna möjlighet att söka på specifika tredjepartswebbplatser - med hjälp av DuckDuckGs egen sökmotor om tillämpligt. I augusti 2025 fanns det 13 568 ”bangs” för en mängd olika webbplatser.
DuckDuckGo hade i mars 2020 en marknadsandel i Sverige på runt 0,49 % på alla skärmar och 0,62 % på datorer.[källa behövs]